# 南湖斑叶兰
南湖斑叶兰（学名：Goodyera nankoensis）为兰科斑叶兰属下的一个种。

## 扩展阅读
- 維基物種上的相關：南湖斑叶兰